# The Voice (США, сезон 16)
Шестнадцатый сезон вокального телешоу «The Voice». Наставниками в этом сезоне стали Адам Левин, Келли Кларксон и Блейк Шелтон, а также заменивший Дженнифер Хадсон Джон Ледженд. Специальным приглашённым пятым Наставником этапа «Камбэк» стала Биби Рекса.
Премьера состоялась на «NBC» 25 февраля 2019 года.

## Наставники
|                                                                                               |  |  |  |  |
| Наставники слева направо: Адам Левин, Джон Ледженд, Келли Кларксон, Блейк Шелтон и Биби Рекса |  |  |  |  |

- Адам Левин — американский певец, актёр, вокалист и гитарист поп-рок-группы Maroon 5, наставник всех сезонов проекта.
- Джон Ледженд — американский певец, автор песен и актёр; обладатель премий «Грэмми», «Оскар», «Тони» и «Эмми».
- Келли Кларксон — американская певица и актриса; трёхкратная обладательница премии «Грэмми».
- Блейк Шелтон — американский кантри-певец, мультиобладатель премии ASCAP Awards; наставник всех сезонов проекта.
- Биби Рекса — американская певица и автор песен албанского происхождения, музыкальный продюсер; наставница специального этапа «Камбэк».

## Команды
| Основная часть сезона - Победитель - Второе место - Третье место - Четвёртое место - Выбыл в прямых эфирах - Выбыл в Плей-офф - Спасён в Кросс-поединках - Выбыл в Кросс-поединках - Выбыл, но продолжил участие в Камбэке - Спасён в поединках - Выбыл в поединках | Камбэк - Присоединился к другой команде - Выбыл в Плей-офф - Выбыл в финале - Выбыл в полуфинале - Выбыл во втором раунде Поединков - Выбыл в первом раунде Поединков |  |

| Наставники | Топ 54 участников | Топ 54 участников | Топ 54 участников | Топ 54 участников | Топ 54 участников | Топ 54 участников |
| --- | ----------------- | ----------------- | ----------------- | ----------------- | ----------------- | ----------------- |
| Адам Левин |                   |                   |                   |                   |                   |                   |
| Мари | LB Crew           | Доменик Хейнс     | Калвин Джарвис    | Бетси Эйд         | LB Crew           |                   |
| Кендра Чекеттс | Селия Бабини      | Род Стоукс        | Эндрю Джаннакос   | Сиера Дюма        | Джимми Мауэри     |                   |
| Карли Морено | Патрик МаКалун    | Энтони Ортиз      | Трей Роуз         |                   |                   |                   |
| Джон Ледженд |                   |                   |                   |                   |                   |                   |
| Мэйлин Джармон | Шон Саундс        | Селия Бабини      | Лиза Рейми        | Джимми Мауэри     | Джейкоб Максвелл  |                   |
| Бет Гриффит-Мэнли | Джулиан Кинг      | Кайслин Виктория  | Саванна Бристер   | Олив Блу          | Бетси Эйд         |                   |
| Мэтью Джонсон | Талон Кардон      | Дентон Арнелл     |                   |                   |                   |                   |
| Келли Кларксон |                   |                   |                   |                   |                   |                   |
| Род Стоукс | Джедж Уинсон      | Мэтью Джонсон     | Ребекка Хауэлл    | Эбби Кэш          | Пресли Теннант    |                   |
| Бетси Эйд | 'The Bundys'      | Карен Галера      | Дэвид Оуэнс       | Бет Гриффит-Мэнли | Алена Д’Амико     |                   |
| Джексон Марлоу | Риззи Майерс      | Микаэла Астел     |                   |                   |                   |                   |
| Блейк Шелтон |                   |                   |                   |                   |                   |                   |
| Гайт Ридгон | Декстер Робертс   | Эндрю Севенер     | Картер Ллойд Хорн | Ким Черри         | Олив Блу          |                   |
| Селкии | Кендра Чекеттс    | Карли Морено      | Кендра Чекеттс    | Род Стоукс        | Ханна Кей         |                   |
| ЛиЛи Джой | Сесили Ханниган   | Далтон Довер      |                   |                   |                   |                   |
| Биби Рекса (Камбэк) |                   |                   |                   |                   |                   |                   |
| LB Crew | Канард Томас      | Сиера Дюма        | Саванна Бристер   | Дэвид Оуэнс       | Кайла Сибер       |                   |
| Натан и Чеси | Кристал Роуз      | Дж. Т. Родригес   | Клеа Олсон        |                   |                   |                   |
| Спасённые участники выделены курсивом. Имена участников, спасённых своими Наставниками в «Кросс-Поединках», подчёркнуты. Участник, победивший на этапе «Камбэк» и присоединившийся к любой команде по своему выбору, выделен жирным шрифтом. |                   |                   |                   |                   |                   |                   |

## Слепые прослушивания

### Выпуск № 1: Слепые прослушивания
Выпуск вышел в эфир 25 февраля 2019 года.
| Номер | Исполнитель                                                     | Песня             | Выбор участников и наставников | Выбор участников и наставников | Выбор участников и наставников | Выбор участников и наставников |
| Номер | Исполнитель                                                     | Песня             | Адам                           | Джон                           | Келли                          | Блэйк                          |
| ----- | --------------------------------------------------------------- | ----------------- | ------------------------------ | ------------------------------ | ------------------------------ | ------------------------------ |
| 1     | Гайт Ридгон (24 года, Сингер, Луизиана)                         | «Drift Away»      | —                              |                                |                                |                                |
| 2     | Мэйлин Джармон (26 лет, Фриско, Техас / Нью-Йорк)               | «Fields of Gold»  |                                |                                |                                |                                |
| 3     | Карен Галера (19 лет, Гвадалахара, Мексика / Даллас, Техас)     | «Mi Corazoncito»  | —                              |                                |                                | —                              |
| 4     | Трей Роуз (27 лет, Хьюго, Оклахома)                             | «Wake Me Up»      |                                | —                              | —                              |                                |
| 5     | Ким Черри (30 лет, Найсвилль, Флорида)                          | «No Scrubs»       | —                              | —                              |                                |                                |
| 6     | ЭйДжей Райан (30 лет, Бруклин, Нью-Йорк)                        | «Love Runs Out»   | —                              | —                              | —                              | —                              |
| 7     | Риззи Майерс (26 лет, Канзас-Сити, Миссури / Нашвилл, Теннесси) | «Breathin»        | —                              |                                |                                |                                |
| 8     | Лиза Рейми (33 года, Нью-Йорк)                                  | «Sex on Fire»     | —                              |                                | —                              | —                              |
| 9     | Джимми Мауэри (31 год, Алтуна, Пенсильвания)                    | «Attention»       |                                |                                | —                              | —                              |
| 10    | ЛиЛи Джой (15 лет, Чино-Хилс, Калифорния)                       | «Cool»            | —                              | —                              | —                              |                                |
| 11    | Натан и Чеси Арнетт (27/28 лет, Пейнтсвиль, Кентукки)           | «Waymore’s Blues» | —                              | —                              | —                              | —                              |
| 12    | Мэтью Джонсон (26 лет, Джэксонвилл, Флорида)                    | «I Smile»         |                                |                                |                                |                                |

### Выпуск № 2: Слепые прослушивания
Выпуск вышел в эфир 26 февраля 2019 года.
| Номер | Исполнитель                                                           | Песня                           | Выбор участников и наставников | Выбор участников и наставников | Выбор участников и наставников | Выбор участников и наставников |
| Номер | Исполнитель                                                           | Песня                           | Адам                           | Джон                           | Келли                          | Блэйк                          |
| ----- | --------------------------------------------------------------------- | ------------------------------- | ------------------------------ | ------------------------------ | ------------------------------ | ------------------------------ |
| 1     | Доменик Хейнс (18 лет, Тампа, Флорида)                                | «River»                         |                                |                                | —                              |                                |
| 2     | Саванна Бристер (17 лет, Мемфис, Теннесси)                            | «Don’t You Worry 'bout a Thing» | —                              |                                |                                | —                              |
| 3     | 'The Bundys' (Райан, Кейти и Меган) (25/28/31 год, Цинциннати, Огайо) | «Closer to Fine»                | —                              | —                              |                                |                                |
| 4     | Клеа Олсон (20 лет, Лейтон, Юта)                                      | «No Roots»                      | —                              | —                              | —                              | —                              |
| 5     | Ханна Кей (18 лет, Магнолия, Техас)                                   | «Coal Miner’s Daughter»         | —                              | —                              |                                |                                |
| 6     | Джулиан Кинг (25 лет, Филадельфия, Пенсильвания)                      | «All Time Low»                  |                                |                                | —                              | —                              |

### Выпуск № 3: Слепые прослушивания
Выпуск вышел в эфир 4 марта 2019 года. Выпуск был посвящён памяти Дженис Фриман, участнице 13-го сезона, умершей за два дня до выхода выпуска в эфир.
| Номер | Исполнитель                                             | Песня                  | Выбор участников и наставников | Выбор участников и наставников | Выбор участников и наставников | Выбор участников и наставников |
| Номер | Исполнитель                                             | Песня                  | Адам                           | Джон                           | Келли                          | Блэйк                          |
| ----- | ------------------------------------------------------- | ---------------------- | ------------------------------ | ------------------------------ | ------------------------------ | ------------------------------ |
| 1     | Джейкоб Максвелл (20 лет, Кер-д’Ален, Айдахо)           | «Delicate»             | —                              |                                |                                | —                              |
| 2     | Карли Морено (23 года, Мишен-Вьехо, Калифорния)         | «Starving»             |                                | —                              | —                              | —                              |
| 3     | Луна Сирлс (37 лет, Атланта, Джорджия)                  | «Nutbush City Limits»  | —                              | —                              | —                              | —                              |
| 4     | Картер Ллойд Хорн (19 лет, Мариетта, Джорджия)          | «Drinkin' Problem»     | —                              | —                              |                                |                                |
| 5     | Талон Кардон (18 лет, Плезант-Гроув, Юта)               | «Say You Won’t Let Go» | —                              |                                | —                              | —                              |
| 6     | Патрик МаКалун (40 лет, Баррингтон, Род-Айленд)         | «Runaway Train»        |                                |                                | —                              |                                |
| 7     | Руби МаКалун (16 лет, Баррингтон, Род-Айленд)           | «Back to You»          | —                              | —                              | —                              | —                              |
| 8     | Алена Д’Амико (27 лет, Шелби-Чартер-Тауншип, Мичиган)   | «In My Blood»          | —                              | —                              |                                |                                |
| 9     | Канард Томас (28 лет, Джэксонвилл, Флорида)             | «Riding with the King» | —                              | —                              | —                              | —                              |
| 10    | Декстер Робертс (27 лет, Файет, Алабама)                | «Like a Cowboy»        |                                |                                |                                |                                |
| 11    | Джедж Уинсон (22 года, Давао, Филиппины / Лос-Анджелес) | «Passionfruit»         |                                |                                |                                |                                |

### Выпуск № 4: Слепые прослушивания
Выпуск вышел в эфир 5 марта 2019 года.
| Номер | Исполнитель                                    | Песня                                      | Выбор участников и наставников | Выбор участников и наставников | Выбор участников и наставников | Выбор участников и наставников |
| Номер | Исполнитель                                    | Песня                                      | Адам                           | Джон                           | Келли                          | Блэйк                          |
| ----- | ---------------------------------------------- | ------------------------------------------ | ------------------------------ | ------------------------------ | ------------------------------ | ------------------------------ |
| 1     | Бетси Аде (40 лет, Кеноша, Висконсин)          | «Hunger»                                   |                                |                                | —                              | —                              |
| 2     | Далтон Довер (20 лет, Арагон, Джорджия)        | «Don’t Close Your Eyes»                    | —                              | —                              | —                              |                                |
| 3     | Ребекка Хауэлл (18 лет, Кокрен, Джорджия)      | «The Night the Lights Went Out in Georgia» | —                              |                                |                                |                                |
| 4     | Кендра Чекеттс (19 лет, Сан-Диего, Калифорния) | «Sober»                                    | —                              | —                              | —                              |                                |
| 5     | ДжейТи Родригес (28 лет, Чаттануга, Теннесси)  | «Higher Love»                              | —                              | —                              | —                              | —                              |
| 6     | LB Crew (29 лет, Литл-Рок, Арканзас)           | «Waves»                                    |                                |                                |                                |                                |

### Выпуск № 5: Слепые прослушивания
Выпуск вышел в эфир 11 марта 2019 года.
| Номер | Исполнитель                                          | Песня                       | Выбор участников и наставников | Выбор участников и наставников | Выбор участников и наставников | Выбор участников и наставников |
| Номер | Исполнитель                                          | Песня                       | Адам                           | Джон                           | Келли                          | Блэйк                          |
| ----- | ---------------------------------------------------- | --------------------------- | ------------------------------ | ------------------------------ | ------------------------------ | ------------------------------ |
| 1     | Бет Гриффит-Мэнли (46 лет, Детройт, Мичиган)         | «Until You Come Back to Me» | —                              |                                |                                | —                              |
| 2     | Селкии (31 год, Дурбан, ЮАР )                        | «I Try»                     |                                | —                              | —                              |                                |
| 3     | Чжей Джин (33 года, Балтимор, Мэриленд)              | «Hallelujah, I Love Her So» | —                              | —                              | —                              | —                              |
| 4     | Дентон Арнелл (32 года, Чикаго, Иллинойс)            | «Hold On, We’re Going Home» | —                              |                                | —                              | —                              |
| 5     | Сиера Дюма (21 год, Кернерсвилль, Северная Каролина) | «Tell Me You Love Me»       |                                |                                | —                              | —                              |
| 6     | Эндрю Севенер (22 года, Альварадо, Техас)            | «Honky Tonk Women»          | —                              | —                              | —                              |                                |
| 7     | Мари (20 лет, Клермонт, Флорида)                     | «Boo’d Up»                  |                                |                                |                                | —                              |
| 8     | Кристал Роуз (26 лет, Канзас-Сити, Миссури)          | «Wicked Game»               | —                              | —                              | —                              | —                              |
| 9     | Эбби Кэш (20 лет, Палос Парк, Иллинойс)              | «Here for the Party»        | —                              | —                              |                                |                                |
| 10    | Микаэла Астел (14 лет, Куинс, Нью-Йорк)              | «Electric Love»             | —                              |                                |                                | —                              |
| 11    | Энтони Ортиз (20 лет, Тампа, Флорида)                | «What Makes You Beautiful»  |                                | —                              | —                              | —                              |
| 12    | Олив Блу (20 лет, Флоссмор, Иллинойс)                | «On & On»                   | —                              |                                | —                              | —                              |
| 13    | Кайла Сибер (18 лет, Поплар-Гроув, Иллинойс)         | «…Baby One More Time»       | —                              | —                              | —                              | —                              |
| 14    | Шон Саундс (33 года, Хьюстон, Техас)                 | «All My Life»               |                                |                                |                                |                                |

### Выпуск № 6: Слепые прослушивания
Выпуск вышел в эфир 18 марта 2019 года.
| Номер | Исполнитель                                               | Песня                         | Выбор участников и наставников | Выбор участников и наставников | Выбор участников и наставников | Выбор участников и наставников |
| Номер | Исполнитель                                               | Песня                         | Адам                           | Джон                           | Келли                          | Блэйк                          |
| ----- | --------------------------------------------------------- | ----------------------------- | ------------------------------ | ------------------------------ | ------------------------------ | ------------------------------ |
| 1     | Селия Бабини (17 лет, Нью-Йорк)                           | «Idontwannabeyouanymore»      |                                |                                |                                |                                |
| 2     | Сесили Ханниган (16 лет, Конвей, Южная Каролина)          | «Foolish Games»               | —                              | —                              | —                              |                                |
| 3     | Калвин Джарвис (29 лет, Тусон, Аризона)                   | «A Good Night»                |                                | —                              |                                | —                              |
| 4     | Ава Август (13 лет, Лагуна Нигель, Калифорния)            | «The House of the Rising Sun» | —                              | —                              | —                              | —                              |
| 5     | Дэвид Оуэнс (24 года, Индианаполис, Индиана)              | «I Can’t Make You Love Me»    | —                              | —                              |                                | —                              |
| 6     | Пресли Теннант (22 года, Норко, Калифорния)               | «Stone Cold»                  | —                              | —                              |                                | —                              |
| 7     | Род Стоукс (35 лет, Мосс-Пойнт, Миссисипи)                | «To Love Somebody»            |                                |                                | —                              |                                |
| 8     | Калиста Гарсия (17 лет, Арлингтон, Виргиния)              | «Wishing Well»                | —                              | —                              | —                              | Полная команда                 |
| 9     | Эндрю Джаннакос (25 лет, Флаури-Бранч, Джорджия)          | «Beautiful Crazy»             |                                | —                              |                                | Полная команда                 |
| 10    | Кайслин Виктория (16 лет, Клермонт, Флорида)              | «Feel It Still»               | Полная команда                 |                                |                                | Полная команда                 |
| 11    | Мадди Фрейзер (24 года, Ла-Каньяда-Флинтридж, Калифорния) | »Get It While You Can"        | Полная команда                 | Полная команда                 | —                              | Полная команда                 |
| 12    | Мадлен Грант (25 лет, Детройт, Мичиган)                   | «Use Me»                      | Полная команда                 | Полная команда                 | —                              | Полная команда                 |
| 13    | Джексон Марлоу (18 лет, Роджерсвилль, Алабама)            | «Troubadour»                  | Полная команда                 | Полная команда                 |                                | Полная команда                 |

### Выпуск № 7: Слепые прослушивания
Выпуск вышел в эфир 20 марта 2019 года под названием «Слепые прослушивания. Лучшее» и содержал в себе лучшие выступления участников, закадровые интервью Наставников и превью Поединков.

## Поединки

### Выпуски № 8-11: Поединки
Этап «Поединки» начался 25 марта 2019 года. Советниками Наставников на этом этапе стали: Чарли Пут в команде Адама, Khalid в команде Джона, Келси Баллерини в команде Келли и Brooks & Dunn в команде Блэйка. Каждый Наставник смог спасти двух выбывающих участников из других команд. 32 участника, которые выиграли свои поединки или были спасены другими Наставниками, пройшли в этап «Кросс-поединки». Кроме того, три выбывших участника получили второй шанс на этапе «Камбэк».
| Выпуск               | Наставник      | Номер | Победитель        | Песня                                  | Проигравший       | Спасение       | Спасение       | Спасение       | Спасение |
| Выпуск               | Наставник      | Номер | Победитель        | Песня                                  | Проигравший       | Адам           | Джон           | Келли          | Блэйк    |
| -------------------- | -------------- | ----- | ----------------- | -------------------------------------- | ----------------- | -------------- | -------------- | -------------- | -------- |
|                      |                |       |                   |                                        |                   |                |                |                |          |
| Выпуск 8 (25 марта)  | Джон Ледженд   | 1     | Шон Саундс        | «Never Too Much»                       | Мэтью Джонсон     |                | Н/д            |                | —        |
| Выпуск 8 (25 марта)  | Келли Кларксон | 2     | 'The Bundys'      | «Songbird»                             | Микаэла Астел     | —              | —              | Н/д            | —        |
| Выпуск 8 (25 марта)  | Блейк Шелтон   | 3     | Гайт Ригдон       | «Drunk Me»                             | Род Стоукс        |                | —              | —              | Н/д      |
| Выпуск 8 (25 марта)  | Адам Левин     | 4     | Доменик Хейнс     | «I Need a Dollar»                      | Трей Роуз         | Н/д            | —              | —              | —        |
| Выпуск 8 (25 марта)  | Джон Ледженд   | 5     | Мэйлин Джармон    | «When We Were Young»                   | Саванна Бристер   | —              | Н/д            | —              | —        |
| Выпуск 8 (25 марта)  | Келли Кларксон | 6     | Джедж Уинсон      | «Jealous»                              | Бет Гриффит-Мэнли | —              |                | Н/д            | —        |
|                      |                |       |                   |                                        |                   |                |                |                |          |
| Выпуск 9 (1 апреля)  | Адам Левин     | 1     | Селия Бабини      | «FRIENDS»                              | Карли Морено      | Н/д            | —              | —              |          |
| Выпуск 9 (1 апреля)  | Джон Ледженд   | 2     | Джулиан Кинг      | «Grenade»                              | Дентон Арнелл     | —              | Н/д            | —              | —        |
| Выпуск 9 (1 апреля)  | Келли Кларксон | 3     | Пресли Теннант    | «Whataya Want from Me»                 | Риззи Майерс      | —              | —              | Н/д            | —        |
| Выпуск 9 (1 апреля)  | Блейк Шелтон   | 4     | Декстер Робертс   | «Hurricane»                            | Далтон Довер      | —              | —              | —              | Н/д      |
| Выпуск 9 (1 апреля)  | Адам Левин     | 5     | LB Crew           | «Done For Me»                          | Сиера Дюма        | Н/д            | —              | —              | —        |
| Выпуск 9 (1 апреля)  | Блейк Шелтон   | 6     | Ким Черри         | «Here»                                 | Кендра Чекеттс    |                |                | —              | Н/д      |
|                      |                |       |                   |                                        |                   |                |                |                |          |
| Выпуск 10 (8 апреля) | Джон Ледженд   | 1     | Лиза Рейми        | «The Joke»                             | Бетси Эйд         | Полная команда | Н/д            |                | —        |
| Выпуск 10 (8 апреля) | Адам Левин     | 2     | Мари              | «I Like Me Better»                     | Энтони Ортиз      | Полная команда | —              | Полная команда | —        |
| Выпуск 10 (8 апреля) | Блейк Шелтон   | 3     | Эндрю Севенер     | «Tequila»                              | Ханна Кей         | Полная команда | —              | Полная команда | Н/д      |
| Выпуск 10 (8 апреля) | Келли Кларксон | 4     | Эбби Кэш          | «Bring On the Rain»                    | Джексон Марлоу    | Полная команда | —              | Полная команда | —        |
| Выпуск 10 (8 апреля) | Джон Ледженд   | 5     | Джейкоб Максвелл  | «Every Little Thing She Does Is Magic» | Талон Кардон      | Полная команда | Н/д            | Полная команда | —        |
| Выпуск 10 (8 апреля) | Келли Кларксон | 6     | Ребекка Хауэлл    | «Unchained Melody»                     | Дэвид Оуэнс       | Полная команда | —              | Полная команда | —        |
| Выпуск 10 (8 апреля) | Адам Левин     | 7     | Калвин Джарвис    | «U Got It Bad»                         | Джимми Мауэри     | Полная команда |                | Полная команда | —        |
|                      |                |       |                   |                                        |                   |                |                |                |          |
| Выпуск 11 (9 апреля) | Адам Левин     | 1     | Эндрю Джаннакос   | «Free Fallin’»                         | Патрик МаКалун    | Полная команда | Полная команда | Полная команда | —        |
| Выпуск 11 (9 апреля) | Блейк Шелтон   | 2     | Селкии            | «Head Above Water»                     | Сесили Ханниган   | Полная команда | Полная команда | Полная команда | Н/д      |
| Выпуск 11 (9 апреля) | Блейк Шелтон   | 3     | Картер Ллойд Хорн | «I Got You Babe»                       | ЛиЛи Джой         | Полная команда | Полная команда | Полная команда | Н/д      |
| Выпуск 11 (9 апреля) | Келли Кларксон | 4     | Карен Галера      | «Imagine»                              | Алена Д’Амико     | Полная команда | Полная команда | Полная команда | —        |
| Выпуск 11 (9 апреля) | Джон Ледженд   | 5     | Кайслин Виктория  | «Location»                             | Олив Блу          | Полная команда | Полная команда | Полная команда |          |

## Камбэк

### Поединки

#### Первый раунд
Этап «Камбэк» начался 26 февраля 2019 года раундом «Поединки». Из каждой пары вокалистов дальше пройдёт лишь один.
| Выпуск                | Наставник  | Песня             | Участники    | Участники       | Песня           |
| Выпуск                | Наставник  | Песня             | Победитель   | Проигравший     | Песня           |
| --------------------- | ---------- | ----------------- | ------------ | --------------- | --------------- |
| Выпуск 1 (26 февраля) | Биби Рекса | «Tulsa Time»      | Натан и Чеси | Клеа Олсон      | «Brand New Key» |
| Выпуск 2 (5 марта)    | Биби Рекса | «Let’s Get It On» | Канард Томас | ДжейТи Родригес | «Stormy Monday» |
| Выпуск 3 (11 марта)   | Биби Рекса | «What You Know»   | Кайла Сибер  | Кристал Роуз    | «At Last»       |

#### Второй раунд
Второй раунд Поединков этапа «Камбэк» начался 25 марта 2019 года. В дополнение к трём участникам, победившим в первом раунде Поединков «Камбэка», Биби Рекса спасла ещё трёх, выбывших в основной части конкурса на этапе «Поединки». Из каждой пары вокалистов дальше прошёл лишь один.
| Выпуск              | Наставник  | Песня                 | Участники       | Участники    | Песня                      |
| Выпуск              | Наставник  | Песня                 | Победитель      | Проигравший  | Песня                      |
| ------------------- | ---------- | --------------------- | --------------- | ------------ | -------------------------- |
| Выпуск 4 (25 марта) | Биби Рекса | «She Used to Be Mine» | Саванна Бристер | Натан и Чеси | «Drift Away»               |
| Выпуск 5 (1 апреля) | Биби Рекса | «Ain’t Nobody»        | Сиера Дюма      | Кайла Сибер  | «Believe»                  |
| Выпуск 6 (9 апреля) | Биби Рекса | «Burn»                | Канард Томас    | Дэвид Оуэнс  | «OK, It’s Alright with Me» |

### Полуфинал
Полуфинал этапа «Камбэк» прошёл 16 апреля 2019 года. Из трёх участников, победивших во втором раунде Поединков «Камбэка», дальше прошли лишь двое.
| Выпуск               | Наставник  | Песня                    | Участники    | Участники       | Песня               |
| Выпуск               | Наставник  | Песня                    | Победители   | Проигравший     | Песня               |
| -------------------- | ---------- | ------------------------ | ------------ | --------------- | ------------------- |
| Выпуск 7 (16 апреля) | Биби Рекса | «Wish I Didn’t Love You» | Сиера Дюма   | Саванна Бристер | «Always on My Mind» |
| Выпуск 7 (16 апреля) | Биби Рекса | «Redbone»                | Канард Томас | Саванна Бристер | «Always on My Mind» |

### Финал
Финал этапа «Камбэк» прошёл 23 апреля 2019 года. Из двух участников, победивших в Полуфинале «Камбэка», дальше прошёл лишь один.
| Выпуск               | Наставник  | Песня         | Участники    | Участники   | Песня                      |
| Выпуск               | Наставник  | Песня         | Победитель   | Проигравший | Песня                      |
| -------------------- | ---------- | ------------- | ------------ | ----------- | -------------------------- |
| Выпуск 8 (23 апреля) | Биби Рекса | «All My Life» | Канард Томас | Сиера Дюма  | «I Can’t Make You Love Me» |

### Плей-офф
Специальный слот этапа «Камбэк» в рамках Плей-офф прошёл 30 апреля 2019 года. Из двух участников (один из которых победил в «Камбэке», другой − получил второй шанс после «Кросс−поединков») дальше прошёл LB Crew, который присоединился к команде Адама.
| Выпуск               | Наставник  | Песня           | Участники  | Участники    | Песня              |
| Выпуск               | Наставник  | Песня           | Победитель | Проигравший  | Песня              |
| -------------------- | ---------- | --------------- | ---------- | ------------ | ------------------ |
| Выпуск 9 (30 апреля) | Биби Рекса | «Electric Feel» | LB Crew    | Канард Томас | «Call Out My Name» |

## Кросс-поединки

### Выпуски № 12-15: Кросс-поединки
Первый выпуск этапа «Кросс-поединки» вышел в прямой эфир 15 апреля 2019 года. В каждой из 16 пар друг другу противостоят участники из разных команд. Зрители прямым голосованием решают, кто пройдёт дальше. Но каждый Наставник может спасти одного выбывающего участников из других команд и, помимо этого, может спасти одного выбывающего участника из своей команды. 24 участника, которые выиграют свои кросс-поединки или будут спасены своим/другими Наставниками, пройдут в этап «Плей-офф». Кроме того, один выбывший участник получит второй шанс на этапе «Камбэк».
Внимание! В таблице отражены Кросс-поединки в порядке оглашения результатов, так как это влияет на то, может Наставник нажать на кнопку спасения или нет.
| Выпуск                          | Номер | Наставник      | Песня                         | Участники         | Участники         | Песня                                   | Наставник      | Спасение       | Спасение       | Спасение       | Спасение       |
| Выпуск                          | Номер | Наставник      | Песня                         | Участники         | Участники         | Песня                                   | Наставник      | Адам           | Джон           | Келли          | Блэйк          |
| ------------------------------- | ----- | -------------- | ----------------------------- | ----------------- | ----------------- | --------------------------------------- | -------------- | -------------- | -------------- | -------------- | -------------- |
|                                 |       |                |                               |                   |                   |                                         |                |                |                |                |                |
| Выпуск 12 и 13 (15 и 16 апреля) | 1     | Блейк Шелтон   | «Poison»                      | Ким Черри         | Бетси Эйд         | «You Oughta Know»                       | Келли Кларксон |                |                | —              | —              |
| Выпуск 12 и 13 (15 и 16 апреля) | 4     | Келли Кларксон | «Who’s Lovin' You»            | Мэтью Джонсон     | Доменик Хейнс     | «Damn Your Eyes»                        | Адам Левин     |                | —              | —              | —              |
| Выпуск 12 и 13 (15 и 16 апреля) | 8     | Джон Ледженд   | «Mad World»                   | Мэйлин Джармон    | Род Стоукс        | «How Am I Supposed to Live Without You» | Адам Левин     | Полная команда | —              |                | —              |
| Выпуск 12 и 13 (15 и 16 апреля) | 6     | Блейк Шелтон   | «Gravity»                     | Олив Блу          | Селия Бабини      | «A Thousand Years»                      | Адам Левин     | Полная команда |                | Спасение       | —              |
| Выпуск 12 и 13 (15 и 16 апреля) | 5     | Келли Кларксон | «Love on the Brain»           | Пресли Теннант    | Кайслин Виктория  | «Stay»                                  | Джон Ледженд   | Полная команда | —              | Спасение       | —              |
| Выпуск 12 и 13 (15 и 16 апреля) | 3     | Джон Ледженд   | «It Hurts So Bad»             | Лиза Рейми        | Карен Галера      | «Unfaithful»                            | Келли Кларксон | Полная команда | Спасение       | —              | —              |
| Выпуск 12 и 13 (15 и 16 апреля) | 2     | Адам Левин     | «My My My!»                   | Мари              | Селкии            | «Torn»                                  | Блейк Шелтон   | Полная команда | Спасение       | Спасение       |                |
| Выпуск 12 и 13 (15 и 16 апреля) | 7     | Блейк Шелтон   | »Believe"                     | Декстер Робертс   | Эндрю Джаннакос   | «Yours»                                 | Адам Левин     | Полная команда | Спасение       | Спасение       | —              |
|                                 |       |                |                               |                   |                   |                                         |                |                |                |                |                |
| Выпуск 14 и 15 (22 и 23 апреля) | 1     | Келли Кларксон | «Versace on the Floor»        | Джедж Уинсон      | LB Crew           | «Wade in the Water»                     | Адам Левин     | Полная команда | Спасение       | Спасение       | —              |
| Выпуск 14 и 15 (22 и 23 апреля) | 6     | Джон Ледженд   | «Mercy»                       | Джимми Мауэри     | Кендра Чекеттс    | «Cold Water»                            | Адам Левин     | Полная команда | Спасение       | Спасение       |                |
| Выпуск 14 и 15 (22 и 23 апреля) | 5     | Джон Ледженд   | «Lay Me Down»                 | Шон Саундс        | Карли Морено      | «Down»                                  | Блейк Шелтон   | Полная команда | Спасение       | Спасение       | Полная команда |
| Выпуск 14 и 15 (22 и 23 апреля) | 3     | Блейк Шелтон   | «Way Down We Go»              | Картер Ллойд Хорн | Джейкоб Максвелл  | «You’re Still the One»                  | Джон Ледженд   | Полная команда |                | Спасение       | Полная команда |
| Выпуск 14 и 15 (22 и 23 апреля) | 2     | Адам Левин     | «New Rules»                   | Калвин Джарвис    | Джулиан Кинг      | «Hello»                                 | Джон Ледженд   | Полная команда | Полная команда | Спасение       | Полная команда |
| Выпуск 14 и 15 (22 и 23 апреля) | 7     | Келли Кларксон | «Any Man of Mine»             | Ребекка Хауэлл    | Бет Гриффит-Мэнли | «I Put a Spell on You»                  | Джон Ледженд   | Полная команда | Полная команда | Спасение       | Полная команда |
| Выпуск 14 и 15 (22 и 23 апреля) | 8     | Блейк Шелтон   | «Goodbye Time»                | Гайт Ригдон       | Эбби Кэш          | «Cupid’s Got a Shotgun»                 | Келли Кларксон | Полная команда | Полная команда |                | Полная команда |
| Выпуск 14 и 15 (22 и 23 апреля) | 4     | Блейк Шелтон   | «Modern Day Bonnie and Clyde» | Эндрю Севенер     | 'The Bundys'      | «The Letter»                            | Келли Кларксон | Полная команда | Полная команда | Полная команда | Полная команда |

| Номер | Исполнитель    | Песня        |
| ----- | -------------- | ------------ |
| 13.1  | Джон Ледженд   | «Preach»     |
| 15.1  | Бринн Картелли | «Grow Young» |

## Прямые эфиры

### Неделя 1: Плей-офф (29 и 30 апреля)
Изменённый этап «Плей-офф» — «Топ 24» — вышел в прямом эфире 29 апреля 2019 года, результаты этапа были объявлены в рамках специального выпуска 30 апреля 2019 года. Восемь вокалистов, спасённых зрителями, а также четверо участников, спасённых своими Наставниками, прошли в раунд Топ 13.
В этом сезоне, как и в предыдущем, участник, песня которого была прослушана наибольшее количество раз в сервисе 'Apple Music', получает специальный бонус в виде 5 дополнительных голосов. На этапе «Плей-офф» данный бонус получил Гайт Ригдон из команды Блэйка.
Канард Томас, победитель Финала этапа «Камбэк», в специальном слоте прямого эфира боролся за право попасть в основную часть проекта, на этап Топ 13, с LB Crew, бывшим участником команды Адама, выбывшим на этапе «Кросс-поединки», но спасённым Биби Рексой. В рамках Специального голосования в Twitter наибольшее количество зрительских голосов получил LB Crew, который вновь присоединился к команде Адама на этапе Топ 13.
| Выпуск                | Наставник      | Номер | Участник          | Песня                          | Итог              |
| --------------------- | -------------- | ----- | ----------------- | ------------------------------ | ----------------- |
|                       |                |       |                   |                                |                   |
| Выпуск 16 (29 апреля) | Келли Кларксон | 1     | Род Стоукс        | «Midnight Rider»               | Спасён зрителями  |
| Выпуск 16 (29 апреля) | Келли Кларксон | 2     | Мэтью Джонсон     | «Ordinary People»              | Выбыл             |
| Выпуск 16 (29 апреля) | Келли Кларксон | 3     | Ребекка Хауэлл    | «Wild One»                     | Выбыла            |
| Выпуск 16 (29 апреля) | Келли Кларксон | 4     | Пресли Теннант    | «Nothing Breaks Like a Heart»  | Выбыла            |
| Выпуск 16 (29 апреля) | Келли Кларксон | 5     | Эбби Кэш          | «I Got the Boy»                | Выбыла            |
| Выпуск 16 (29 апреля) | Келли Кларксон | 6     | Джедж Уинсон      | «Love Lies»                    | Спасён Келли      |
| Выпуск 16 (29 апреля) | Джон Ледженд   | 7     | Лиза Рейми        | «The Weight»                   | Выбыла            |
| Выпуск 16 (29 апреля) | Джон Ледженд   | 8     | Джейкоб Максвелл  | «Total Eclipse of the Heart»   | Выбыл             |
| Выпуск 16 (29 апреля) | Джон Ледженд   | 9     | Джимми Мауэри     | «Youngblood»                   | Выбыл             |
| Выпуск 16 (29 апреля) | Джон Ледженд   | 10    | Селия Бабини      | The Chain                      | Спасена Джоном    |
| Выпуск 16 (29 апреля) | Джон Ледженд   | 11    | Мэйлин Джармон    | «Fallingwater»                 | Спасена зрителями |
| Выпуск 16 (29 апреля) | Джон Ледженд   | 12    | Шон Саундс        | «Higher Ground»                | Спасён зрителями  |
| Выпуск 16 (29 апреля) | Адам Левин     | 13    | Калвин Джарвис    | «Mine»                         | Выбыл             |
| Выпуск 16 (29 апреля) | Адам Левин     | 14    | Бетси Эйд         | «Are You Gonna Be My Girl»     | Выбыла            |
| Выпуск 16 (29 апреля) | Адам Левин     | 15    | Мари              | «Work It Out»                  | Спасена Адамом    |
| Выпуск 16 (29 апреля) | Адам Левин     | 16    | Доменик Хейнс     | «Love Is a Losing Game»        | Выбыл             |
| Выпуск 16 (29 апреля) | Блейк Шелтон   | 17    | Эндрю Севенер     | «Boots On»                     | Спасён зрителями  |
| Выпуск 16 (29 апреля) | Блейк Шелтон   | 18    | Селкии            | «Iris»                         | Выбыла            |
| Выпуск 16 (29 апреля) | Блейк Шелтон   | 19    | Олив Блу          | «The Girl from Ipanema»        | Спасена Блэйком   |
| Выпуск 16 (29 апреля) | Блейк Шелтон   | 20    | Гайт Ригдон       | «I Want to Be Loved Like That» | Спасён зрителями  |
| Выпуск 16 (29 апреля) | Блейк Шелтон   | 21    | Кендра Чекеттс    | «Bad Guy»                      | Выбыла            |
| Выпуск 16 (29 апреля) | Блейк Шелтон   | 22    | Картер Ллойд Хорн | «Heartbreak Hotel»             | Спасён зрителями  |
| Выпуск 16 (29 апреля) | Блейк Шелтон   | 23    | Ким Черри         | «Waterfalls»                   | Спасена зрителями |
| Выпуск 16 (29 апреля) | Блейк Шелтон   | 24    | Декстер Робертс   | «Ain’t Nothing 'bout You»      | Спасён зрителями  |
|                       |                |       |                   |                                |                   |
| Этап «Камбэк»         |                |       |                   |                                |                   |
| Выпуск 17 (30 апреля) | Биби Рекса     | 1     | Канард Томас      | «Call Out My Name»             | Выбыл             |
| Выпуск 17 (30 апреля) | Биби Рекса     | 2     | LB Crew           | «Electric Feel»                | Победитель        |

| Номер | Исполнитель                                                                | Песня                |
| ----- | -------------------------------------------------------------------------- | -------------------- |
| 17.1  | Адам Левин и его команда (Бетси Эйд, Доменик Хейнс, Калвин Джарвис и Мари) | «Is This Love»       |
| 17.2  | Келли Кларксон                                                             | «Broken & Beautiful» |

### Неделя 2: Топ 13 (6 и 7 мая)
Прямой эфир этапа «Топ 13» состоялся 6 мая 2019 года; результаты были объявлены в рамках специального выпуска 7 мая. Темой этой недели прямых эфиров стал «Вечер фанатов», вокалисты исполняли композиции, выбранные зрителями.
По итогам голосования 7 вокалистов получили прямые путёвки в Полуфинал. Три участника с наименьшим процентом зрительских голосов сразу покинули проект, а трое оставшихся поборолись за одно дополнительное место в Полуфинале в рамках Быстрого голосования.
В связи с выбыванием Джеджа Уинсона впервые в команде Келли к полуфиналу остался лишь один вокалист (в 14-м сезоне в команде оставалось два участника, в 15-м сезоне — три).
Кроме того, после выбывания LB Crew и Мари в команде Адама больше не осталось вокалистов. Это третий сезон подряд и пятый сезон, в целом, когда Адам теряет всю свою команду перед Финалом; а также это второй сезон за историю проекта, когда он теряет всю команду перед Полуфиналом (впервые это произошло в 3-м сезоне).
На этой неделе обладателем бонуса 'Apple Music' стала Мэйлин Джармон.
| Выпуск              | Наставник      | Номер | Участник          | Песня                      | Итог              |
| ------------------- | -------------- | ----- | ----------------- | -------------------------- | ----------------- |
|                     |                |       |                   |                            |                   |
| Выпуск 18 (6 мая)   | Блейк Шелтон   | 1     | Гайт Ригдон       | «Nobody but Me»            | Спасён зрителями  |
| Выпуск 18 (6 мая)   | Блейк Шелтон   | 2     | Ким Черри         | «What a Man»               | Второй шанс       |
| Выпуск 18 (6 мая)   | Келли Кларксон | 3     | Джедж Уинсон      | «Close»                    | Выбыл             |
| Выпуск 18 (6 мая)   | Блейк Шелтон   | 4     | Эндрю Севенер     | «She Got the Best of Me»   | Спасён зрителями  |
| Выпуск 18 (6 мая)   | Блейк Шелтон   | 5     | Олив Блу          | «Smooth Operator»          | Выбыла            |
| Выпуск 18 (6 мая)   | Блейк Шелтон   | 6     | Декстер Робертс   | «Something Like That»      | Спасён зрителями  |
| Выпуск 18 (6 мая)   | Джон Ледженд   | 7     | Шон Саундс        | «A House Is Not a Home»    | Спасён зрителями  |
| Выпуск 18 (6 мая)   | Джон Ледженд   | 8     | Селия Бабини      | «Shallow»                  | Выбыла            |
| Выпуск 18 (6 мая)   | Адам Левин     | 9     | LB Crew           | «I’ll Make Love to You»    | Второй шанс       |
| Выпуск 18 (6 мая)   | Адам Левин     | 10    | Мари              | «Foolish»                  | Второй шанс       |
| Выпуск 18 (6 мая)   | Блейк Шелтон   | 11    | Картер Ллойд Хорн | «Let It Go»                | Спасён зрителями  |
| Выпуск 18 (6 мая)   | Келли Кларксон | 12    | Род Стоукс        | «When a Man Loves a Woman» | Спасён зрителями  |
| Выпуск 18 (6 мая)   | Джон Ледженд   | 13    | Мэйлин Джармон    | «The Scientist»            | Спасена зрителями |
|                     |                |       |                   |                            |                   |
| Быстрое голосование |                |       |                   |                            |                   |
| Выпуск 19 (7 мая)   | Блейк Шелтон   | 1     | Ким Черри         | «My Lovin'»                | Спасена зрителями |
| Выпуск 19 (7 мая)   | Адам Левин     | 2     | Мари              | «Latch»                    | Выбыла            |
| Выпуск 19 (7 мая)   | Адам Левин     | 3     | LB Crew           | «Better»                   | Выбыл             |

| Номер | Исполнитель | Песня                    |
| ----- | --- | ------------------------ |
| 19.1  | Джон Ледженд и его команда (Селия Бабини, Шон Саундс и Мэйлин Джармон)                                            | «I Say a Little Prayer»  |
| 19.2  | Блейк Шелтон и его команда (Гайт Ригдон, Ким Черри, Эндрю Севенер, Олив Блу, Декстер Робертс и Картер Ллойд Хорн) | «Got My Mind Set on You» |

### Неделя 3: Полуфинал (13 и 14 мая)
Прямой эфир этапа «Полуфинал» состоялся 13 мая 2019 года; результаты были объявлены в рамках специального выпуска 14 мая. По итогам голосования 3 вокалиста получили прямые путёвки в Финал. Два участника с наименьшим процентом зрительских голосов сразу покинули проект, а трое оставшихся поборолись за одно дополнительное место в Финале в рамках Быстрого голосования. Кроме сольных композиций, вокалисты исполнили 4 дуэтных песни группы «The Beatles».
После выбывания Рода Стоукс в команде Келли больше не осталось вокалистов, что прерывает её победную серию как Наставника (в 14-м и 15-м сезонах). Это первый раз после приглашения Келли в качестве Наставника, когда она теряет всю свою команду до Финала.
Впервые с 7-го сезона в Финале будут представлены команды только двух Наставников: Джона (Мэйлин Джармон) и Блэйка (Декстер Робертс, Гайт Ригдон и Эндрю Севенер). Блэйк также стал вторым в истории проекта Наставником, чьи три вокалиста прошли в Финал. Первым был Адам Левин в 7-м сезоне.
Кроме того, после прохождения Мэйлин Джармон в Финал Джон Ледженд стал четвёртым по счёту новым Наставником, который в свой первый сезон в качестве Наставника оказался представленным в Финале одним вокалистом (первым был Ашер в 4-м сезоне; второй — Алиша Киз в 11-м сезоне; третьей — Келли Кларксон в 14-м сезоне).
На этой неделе обладателем 'Apple Music' бонуса вновь стала Мэйлин Джармон.
| Выпуск              | Наставник      | Номер | Участник          | Песня                           | Итог           |
| ------------------- | -------------- | ----- | ----------------- | ------------------------------- | -------------- |
|                     |                |       |                   |                                 |                |
| Выпуск 20 (13 мая)  | Блейк Шелтон   | 1     | Эндрю Севенер     | «Long Haired Country Boy»       | Второй шанс    |
| Выпуск 20 (13 мая)  | Блейк Шелтон   | 2     | Гайт Ригдон       | «God Bless the U.S.A.»          | Выбор зрителей |
| Выпуск 20 (13 мая)  | Блейк Шелтон   | 3     | Ким Черри         | «Together Again»                | Выбыла         |
| Выпуск 20 (13 мая)  | Блейк Шелтон   | 4     | Картер Ллойд Хорн | «Take Me to Church»             | Выбыл          |
| Выпуск 20 (13 мая)  | Келли Кларксон | 5     | Род Стоукс        | «Go Rest High on That Mountain» | Второй шанс    |
| Выпуск 20 (13 мая)  | Джон Ледженд   | 6     | Мэйлин Джармон    | «Stay»                          | Выбор зрителей |
| Выпуск 20 (13 мая)  | Блейк Шелтон   | 7     | Декстер Робертс   | «Here Without You»              | Выбор зрителей |
| Выпуск 20 (13 мая)  | Джон Ледженд   | 8     | Шон Саундс        | «A Song for You»                | Второй шанс    |
|                     |                |       |                   |                                 |                |
| Быстрое голосование |                |       |                   |                                 |                |
| Выпуск 21 (14 мая)  | Блейк Шелтон   | 1     | Эндрю Севенер     | «Simple Man»                    | Выбор зрителей |
| Выпуск 21 (14 мая)  | Келли Кларксон | 2     | Род Стоукс        | «Brother»                       | Выбыл          |
| Выпуск 21 (14 мая)  | Джон Ледженд   | 3     | Шон Саундс        | «That’s What I Like»            | Выбыл          |

| Номер | Исполнитель                       | Песня           |
| ----- | --------------------------------- | --------------- |
| 1     | Ким Черри и Шон Саундс            | «Eleanor Rigby» |
| 2     | Мэйлин Джармон и Род Стоукс       | «Yesterday»     |
| 3     | Гайт Ригдон и Декстер Робертс     | «Hey Jude»      |
| 4     | Картер Ллойд Хорн и Эндрю Севенер | «Help!»         |

| Номер | Исполнитель                              | Песня           |
| ----- | ---------------------------------------- | --------------- |
| 21.1  | Блейк Шелтон                             | «God’s Country» |
| 21.2  | Крис (MasterCard промоушн)               | «Ain’t Nobody»  |
| 21.3  | Келли Кларксон и её команда (Род Стоукс) | «Chances Are»   |
| 21.4  | Эмили Энн Робертс                        | «Someday Dream» |

### Неделя 4: Финал (20 и 21 мая)
Финал состоялся 20 мая 2019 года; результаты были объявлены 21 мая. На этой неделе каждый финалист исполнил две сольных композиции (одну из которых он(-а) написал(-а) сам/сама) и дуэт со своим Наставником.
После победы Мэйлин Джармон Джон Ледженд стал вторым новым Наставником, первым Наставником-мужчиной и первым афроамериканским Наставником, победившим в своём первом сезоне.
Кроме того, это второй раз в истории проекта, когда никто из трёх финалистов одного Наставника (в данном случае, Блейка Шелтона) не смог одержать победу. Иронично, что впервые подобное произошло в 7-м сезоне, когда три финалиста Адама Левина проиграли вокалисту команды Блэйка, Крэйгу Уэйну Болду.
| Наставник    | Финалист        | Номер | Соло                  | Номер | Дуэт (с Наставником) | Номер | Сингл                         | Итог            |
| ------------ | --------------- | ----- | --------------------- | ----- | -------------------- | ----- | ----------------------------- | --------------- |
| Джон Ледженд | Мэйлин Джармон  | 12    | «Hallelujah»          | 6     | «Unforgettable»      | 1     | «Wait for You»                | Победитель      |
| Блейк Шелтон | Эндрю Севенер   | 9     | «Lips of an Angel»    | 2     | «All Right Now»      | 5     | «Rural Route Raising»         | Четвёртое место |
| Блейк Шелтон | Декстер Робертс | 3     | «Anything Goes»       | 10    | «Hard Workin’ Man»   | 8     | «Looking Back»                | Третье место    |
| Блейк Шелтон | Гайт Ригдон     | 7     | «Once in a Blue Moon» | 4     | «Take It Easy»       | 11    | «Proof I’ve Always Loved You» | Второе место    |

| Номер | Исполнитель                                                       | Песня                |
| ----- | ----------------------------------------------------------------- | -------------------- |
| 23.1  | Трэвис Тритт и Эндрю Севенер                                      | «T-R-O-U-B-L-E»      |
| 23.2  | Jonas Brothers                                                    | «Cool»               |
| 23.3  | Халид                                                             | «Talk»               |
| 23.4  | Ким Черри и Мари                                                  | «Good as Hell»       |
| 23.5  | LB Crew, Доменик Хейнс, Калвин Джарвис, Шон Саундс и Джедж Уинсон | «My Prerogative»     |
| 23.6  | OneRepublic                                                       | «Rescue Me»          |
| 23.7  | Hootie & the Blowfish                                             | «Let Her Cry»        |
| 23.8  | Сара Маклахлан и Мэйлин Джармон                                   | «Angel»              |
| 23.9  | BTS                                                               | «Boy with Luv»       |
| 23.10 | Тоби Кит и Декстер Робертс                                        | «That’s Country Bro» |
| 23.11 | Холзи                                                             | «Nightmare»          |
| 23.12 | Бетси Эйд, Селия Бабини, Лиза Рейми и Пресли Теннант              | «Edge of Seventeen»  |
| 23.13 | Hootie & the Blowfish и Гайт Ригдон                               | «Hold My Hand»       |
| 23.14 | Тейлор Свифт и Брендон Ури                                        | «Me!»                |

## Рейтинг участников

### Общий
Наставники
| - Команда Адама - Команда Джона | - Команда Келли - Команда Блэйка - Участник «Камбэка» |

Результаты
| - Победитель - Второе место - Третье место - Четвёртое место | - Спасён в Быстром голосовании - Спасён зрителями - Спасён своим Наставником - Спасён другим Наставником | - Участник выиграл «Камбэк» и присоединился к любой команде - Выбыл, но получил второй шанс на этапе «Камбэк» - Участник выбыл |

| Участники | Участники         | Кросс-поединки | Плей-офф                | Топ 13                  | Топ 8                   | Финал                   |
| --------- | ----------------- | -------------- | ----------------------- | ----------------------- | ----------------------- | ----------------------- |
|           | Мэйлин Джармон    | Спасена        | Спасена                 | Спасена                 | Спасён                  | Победитель              |
|           | Гайт Ридгон       | Спасён         | Спасён                  | Спасён                  | Спасён                  | Второе место            |
|           | Декстер Робертс   | Спасён         | Спасён                  | Спасён                  | Спасён                  | Третье место            |
|           | Эндрю Севенер     | Спасён         | Спасён                  | Спасён                  | Спасён                  | Четвёртое место         |
|           | Шон Саундс        | Спасён         | Спасён                  | Спасён                  | Выбыл                   | Выбыли (Топ 8)          |
|           | Род Стоукс        | Команда Адама  | Спасён                  | Спасён                  | Выбыл                   | Выбыли (Топ 8)          |
|           | Картер Ллойд Хорн | Спасён         | Спасён                  | Спасён                  | Выбыл                   | Выбыли (Топ 8)          |
|           | Ким Черри         | Спасена        | Спасена                 | Спасена                 | Выбыла                  | Выбыли (Топ 8)          |
|           | Мари              | Спасена        | Спасена                 | Выбыла                  | Выбыли (Топ 13)         | Выбыли (Топ 13)         |
|           | LB Crew           | Выбыл          | Спасён                  | Выбыл                   | Выбыли (Топ 13)         | Выбыли (Топ 13)         |
|           | Селия Бабини      | Команда Адама  | Спасена                 | Выбыла                  | Выбыли (Топ 13)         | Выбыли (Топ 13)         |
|           | Олив Блу          | Спасена        | Спасена                 | Выбыла                  | Выбыли (Топ 13)         | Выбыли (Топ 13)         |
|           | Джедж Уинсон      | Спасён         | Спасён                  | Выбыл                   | Выбыли (Топ 13)         | Выбыли (Топ 13)         |
|           | Бетси Эйд         | Команда Келли  | Выбыла                  | Выбыли (Плей-офф)       | Выбыли (Плей-офф)       | Выбыли (Плей-офф)       |
|           | Кендра Чекеттс    | Команда Адама  | Выбыла                  | Выбыли (Плей-офф)       | Выбыли (Плей-офф)       | Выбыли (Плей-офф)       |
|           | Доменик Хейнс     | Спасён         | Выбыл                   | Выбыли (Плей-офф)       | Выбыли (Плей-офф)       | Выбыли (Плей-офф)       |
|           | Ребекка Хауэлл    | Спасена        | Выбыла                  | Выбыли (Плей-офф)       | Выбыли (Плей-офф)       | Выбыли (Плей-офф)       |
|           | Калвин Джарвис    | Спасён         | Выбыл                   | Выбыли (Плей-офф)       | Выбыли (Плей-офф)       | Выбыли (Плей-офф)       |
|           | Мэтью Джонсон     | Спасён         | Выбыл                   | Выбыли (Плей-офф)       | Выбыли (Плей-офф)       | Выбыли (Плей-офф)       |
|           | Эбби Кэш          | Спасена        | Выбыла                  | Выбыли (Плей-офф)       | Выбыли (Плей-офф)       | Выбыли (Плей-офф)       |
|           | Джейкоб Максвелл  | Спасён         | Выбыл                   | Выбыли (Плей-офф)       | Выбыли (Плей-офф)       | Выбыли (Плей-офф)       |
|           | Джимми Мауэри     | Спасён         | Выбыл                   | Выбыли (Плей-офф)       | Выбыли (Плей-офф)       | Выбыли (Плей-офф)       |
|           | Лиза Рейми        | Спасена        | Выбыла                  | Выбыли (Плей-офф)       | Выбыли (Плей-офф)       | Выбыли (Плей-офф)       |
|           | Селкии            | Спасена        | Выбыла                  | Выбыли (Плей-офф)       | Выбыли (Плей-офф)       | Выбыли (Плей-офф)       |
|           | Пресли Теннант    | Спасена        | Выбыла                  | Выбыли (Плей-офф)       | Выбыли (Плей-офф)       | Выбыли (Плей-офф)       |
|           | Канард Томас      | «Камбэк»       | Выбыл                   | Выбыли (Плей-офф)       | Выбыли (Плей-офф)       | Выбыли (Плей-офф)       |
|           | Карен Галера      | Выбыла         | Выбыли (Кросс−поединки) | Выбыли (Кросс−поединки) | Выбыли (Кросс−поединки) | Выбыли (Кросс−поединки) |
|           | Эндрю Джаннакос   | Выбыл          | Выбыли (Кросс−поединки) | Выбыли (Кросс−поединки) | Выбыли (Кросс−поединки) | Выбыли (Кросс−поединки) |
|           | Кайслин Виктория  | Выбыла         | Выбыли (Кросс−поединки) | Выбыли (Кросс−поединки) | Выбыли (Кросс−поединки) | Выбыли (Кросс−поединки) |
|           | 'The Bundys'      | Выбыли         | Выбыли (Кросс−поединки) | Выбыли (Кросс−поединки) | Выбыли (Кросс−поединки) | Выбыли (Кросс−поединки) |
|           | Бет Гриффит-Мэнли | Выбыла         | Выбыли (Кросс−поединки) | Выбыли (Кросс−поединки) | Выбыли (Кросс−поединки) | Выбыли (Кросс−поединки) |
|           | Джулиан Кинг      | Выбыл          | Выбыли (Кросс−поединки) | Выбыли (Кросс−поединки) | Выбыли (Кросс−поединки) | Выбыли (Кросс−поединки) |
|           | Карли Морено      | Выбыла         | Выбыли (Кросс−поединки) | Выбыли (Кросс−поединки) | Выбыли (Кросс−поединки) | Выбыли (Кросс−поединки) |

### Команды
Наставники
| - Команда Адама - Команда Джона | - Команда Келли - Команда Блэйка |

Результаты
| - Победитель - Второе место - Третье место - Четвёртое место | - Спасён в Быстром голосовании - Участник получил бонус от 'Apple Music' - Спасён другим Наставником | - Участник выиграл «Камбэк» - Участник выбран в «Камбэк» - Участник выбыл |

| Участники | Участники         | Кросс-поединки    | Плей-офф          | Топ 13 | Топ 8  | Финал           |  |
| --------- | ----------------- | ----------------- | ----------------- | ------ | ------ | --------------- |  |
|           | Мари              | Спасена зрителями | Спасена Адамом    | Выбыла |        |                 |  |
|           | LB Crew           | Выбыл             | Спасён зрителями  | Выбыл  |        |                 |  |
|           | Бетси Эйд         | Команда Келли     | Выбыла            |        |        |                 |  |
|           | Доменик Хейнс     | Спасён Адамом     | Выбыл             |        |        |                 |  |
|           | Калвин Джарвис    | Спасён зрителями  | Выбыл             |        |        |                 |  |
|           | Кендра Чекеттс    | Спасена Блэйком   |                   |        |        |                 |  |
|           | Селия Бабини      | Спасена Джоном    |                   |        |        |                 |  |
|           | Род Стоукс        | Спасён Келли      |                   |        |        |                 |  |
|           | Эндрю Джаннакос   | Выбыл             |                   |        |        |                 |  |
|           |                   |                   |                   |        |        |                 |  |
|           | Мэйлин Джармон    | Спасена зрителями | Спасена зрителями | Прошла | Прошла | Победитель      |  |
|           | Шон Саундс        | Спасён зрителями  | Спасён зрителями  | Прошёл | Выбыл  |                 |  |
|           | Селия Бабини      | Команда Адама     | Спасена Джоном    | Выбыла |        |                 |  |
|           | Джейкоб Максвелл  | Спасён Джоном     | Выбыл             |        |        |                 |  |
|           | Джимми Мауэри     | Спасён зрителями  | Выбыл             |        |        |                 |  |
|           | Лиза Рейми        | Спасена зрителями | Выбыла            |        |        |                 |  |
|           | Бет Гриффит-Мэнли | Выбыла            |                   |        |        |                 |  |
|           | Джулиан Кинг      | Выбыл             |                   |        |        |                 |  |
|           | Кайслин Виктория  | Выбыла            |                   |        |        |                 |  |
|           |                   |                   |                   |        |        |                 |  |
|           | Род Стоукс        | Команда Адама     | Спасён зрителями  | Прошёл | Выбыл  |                 |  |
|           | Джедж Уинсон      | Спасён зрителями  | Спасён Келли      | Выбыл  |        |                 |  |
|           | Ребекка Хауэлл    | Спасена зрителями | Выбыла            |        |        |                 |  |
|           | Мэтью Джонсон     | Спасён зрителями  | Выбыл             |        |        |                 |  |
|           | Эбби Кэш          | Спасена Келли     | Выбыла            |        |        |                 |  |
|           | Пресли Теннант    | Спасена зрителями | Выбыла            |        |        |                 |  |
|           | Бетси Эйд         | Спасена Адамом    |                   |        |        |                 |  |
|           | 'The Bundys'      | Выбыли            |                   |        |        |                 |  |
|           | Карен Галера      | Выбыла            |                   |        |        |                 |  |
|           |                   |                   |                   |        |        |                 |  |
|           | Гайт Ригдон       | Спасён зрителями  | Спасён зрителями  | Прошёл | Прошёл | Второе место    |  |
|           | Декстер Робертс   | Спасён зрителями  | Спасён зрителями  | Прошёл | Прошёл | Третье место    |  |
|           | Эндрю Севенер     | Спасён зрителями  | Спасён зрителями  | Прошёл | Прошёл | Четвёртое место |  |
|           | Ким Черри         | Спасена зрителями | Спасена зрителями | Прошла | Выбыла |                 |  |
|           | Картер Ллойд Хорн | Спасён зрителями  | Спасён зрителями  | Прошёл | Выбыл  |                 |  |
|           | Олив Блу          | Спасена зрителями | Спасена Блэйком   | Выбыла |        |                 |  |
|           | Кендра Чекеттс    | Команда Адама     | Выбыла            |        |        |                 |  |
|           | Селкии            | Спасена Блэйком   | Выбыла            |        |        |                 |  |
|           | Карли Морено      | Выбыла            |                   |        |        |                 |  |

## Рейтинги
| Выпуск | Выпуск                                  | Дата показа     | Код выпуска | Время показа (ET) | Зрители (в млн) | Аудитория | Аудитория | Ссылка |
| Выпуск | Выпуск                                  | Дата показа     | Код выпуска | Время показа (ET) | Зрители (в млн) | Рейтинг   | Доля      | Ссылка |
| ------ | --------------------------------------- | --------------- | ----------- | ----------------- | --------------- | --------- | --------- | ------ |
| 1      | «Слепые прослушивания. Выпуск 1»        | 25 февраля 2019 | 1601        | Понедельник 20:00 | 10,77           | 2,1       | 9 %       | [ 2 ]  |
| 2      | «Слепые прослушивания. Выпуск 2»        | 26 февраля 2019 | 1602        | Вторник 20:00     | 10,60           | 2,0       | 10 %      | [ 3 ]  |
| 3      | «Слепые прослушивания. Выпуск 3»        | 4 марта 2019    | 1603        | Понедельник 20:00 | 10,97           | 2,1       | 9 %       | [ 4 ]  |
| 4      | «Слепые прослушивания. Выпуск 4»        | 5 марта 2019    | 1604        | Вторник 20:00     | 10,22           | 1,9       | 9 %       | [ 5 ]  |
| 5      | «Слепые прослушивания. Выпуск 5»        | 11 марта 2019   | 1605        | Понедельник 20:00 | 10,54           | 2,0       | 8 %       | [ 6 ]  |
| 6      | «Слепые прослушивания. Выпуск 6»        | 18 марта 2019   | 1606        | Понедельник 20:00 | 9,87            | 1,7       | 8 %       | [ 7 ]  |
| 7      | «Слепые прослушивания. Лучшее»          | 20 марта 2019   | 1607        | Среда 20:00       | 6,11            | 1,0       | 5 %       | [ 8 ]  |
| 8      | «Поединки. Выпуск 1»                    | 25 марта 2019   | 1608        | Понедельник 20:00 | 9,00            | 1,6       | 8 %       | [ 9 ]  |
| 9      | «Поединки. Выпуск 2»                    | 1 апреля 2019   | 1609        | Понедельник 20:00 | 8,51            | 1,5       | 7 %       | [ 10 ] |
| 10     | «Поединки. Выпуск 3»                    | 8 апреля 2019   | 1610        | Понедельник 20:00 | 7,62            | 1,2       | 5 %       | [ 11 ] |
| 11     | «Поединки. Выпуск 4»                    | 9 апреля 2019   | 1611        | Вторник 20:00     | 7,31            | 1,2       | 6 %       | [ 12 ] |
| 12     | «Кросс-Поединки. Выпуск 1. Выступления» | 15 апреля 2019  | 1612        | Понедельник 20:00 | 7,65            | 1,3       | 6 %       | [ 13 ] |
| 13     | «Кросс-Поединки. Выпуск 1. Результаты»  | 16 апреля 2019  | 1613        | Вторник 20:00     | 7,18            | 1,0       | 5 %       | [ 14 ] |
| 14     | «Кросс-Поединки. Выпуск 2. Выступления» | 22 апреля 2019  | 1614        | Понедельник 20:00 | 7,59            | 1,2       | 6 %       | [ 15 ] |
| 15     | «Кросс-Поединки. Выпуск 2. Результаты»  | 23 апреля 2019  | 1615        | Вторник 21:00     | 6,32            | 0,9       | 4 %       | [ 16 ] |
| 16     | «Плей-офф. Выступления»                 | 29 апреля 2019  | 1616        | Понедельник 20:00 | 7,24            | 1,2       | 6 %       | [ 17 ] |
| 17     | «Плей-офф. Результаты»                  | 30 апреля 2019  | 1617        | Вторник 21:00     | 6,33            | 0,9       | 4 %       | [ 18 ] |
| 18     | «Топ 13. Выступления»                   | 6 мая 2019      | 1618        | Понедельник 20:00 | 7,27            | 1,1       | 5 %       | [ 19 ] |
| 19     | «Топ 13. Результаты»                    | 7 мая 2019      | 1619        | Вторник 21:00     | 6,20            | 0,9       | 4 %       | [ 20 ] |
| 20     | «Полуфинал. Выступления»                | 13 мая 2019     | 1620        | Понедельник 20:00 | 7,69            | 1,1       | 5 %       | [ 21 ] |
| 21     | «Полуфинал. Результаты»                 | 14 мая 2019     | 1621        | Вторник 21:00     | 6,56            | 1,0       | 4 %       | [ 22 ] |
| 22     | «Финал. Выступления»                    | 20 мая 2019     | 1622        | Понедельник 20:00 | 7,96            | 1,2       | 5 %       | [ 23 ] |
| 23     | «Финал. Результаты»                     | 21 мая 2019     | 1623        | Вторник 21:00     | 7,42            | 1,1       | 5 %       | [ 24 ] |